# 박진영 (배우)
박진영(1950년 ~ )은 대한민국의 배우이다. 1973년 연극배우 첫 데뷔하였다.

## 출연작

### 영화
- 《결백》 (2020년) - 고등법원판사 역
- 《내부자들》 (2015년) - 손 의원 역
- 《제보자》 (2014년) - 방송국 간부2 역
- 《가시》 (2014년) - 장인 역
- 《연애의 온도》 (2013년) - 택시기사 2 역
- 《주유소 습격사건 2》 (2010년) - 원펀치 아버지 역
- 《트라이앵글》 (2009) - 집사 역
- 《이태원 살인사건》 (2009) - 장 변호사 역
- 《장례식의 멤버》 (2009) - 오원우 교수 역
- 《크로싱》 (2008) - 강 건너는 노인 역
- 《판타스틱 자살 소동》 (2007)
- 《식객》 (2007) - 국장 역
- 《권순분 여사 납치사건》 (2007) - 정 집사 역
- 《리턴》 (2007) - 한 박사 역
- 《쏜다》 (2007) - 경순 부 역
- 《사랑따윈 필요없어》 (2006) - 양 박사 역
- 《강적》 (2006) - 극장 화가 역
- 《백만장자의 첫사랑》 (2006) - 집사 역
- 《그때 그사람들》 (2005) - 김 준장 역
- 《그녀를 믿지 마세요》 (2004) - 열차 승객 역
- 《가문의 영광》 (2002) - 학부모 역
- 《고양이를 부탁해》 (2001) - 증권사 직원 역
- 《똑바로 살아라》 (1997) - 검찰청 검사 역

### 드라마
- 《이 연애는 불가항력》 (2023년, JTBC)
- 《이상한 변호사 우영우》 (2022년, ENA) - 재판장 역
- 《이브》 (2022년, tvN) - 정 비서 역
- 《우리는 오늘부터》 (2022년, SBS) - 의사 역
- 《트랩》 (2019년, OCN) - 조 원장 역
- 《미세스 캅 2》 (2016년, SBS)
- 《풍문으로 들었소》 (2015년, SBS) - 백대헌 역
- 《트로트의 연인》 (2014년, KBS2) - 조희문의 비서 역
- 《러브 어게인》 (2012년, JTBC) - 서정봉 역
- 《솔약국집 아들들》 (2009년, KBS2) - 운전기사 역
- 《안녕하세요 하느님》 (2006년, KBS2)
- 《패션 70s》 (2005년, SBS)

### 연극
- 《뮤지컬 - 십이야》 (2004년)
- 《거기》 (2006년)